# Бурцево (Череповецкий район)
Бурцево — деревня в Череповецком районе Вологодской области.
Входит в состав Югского сельского поселения (с 1 января 2006 года по 8 апреля 2009 года входила в Домозеровское сельское поселение), с точки зрения административно-территориального деления — в Домозеровский сельсовет.
Расстояние по автодороге до районного центра Череповца — 23 км, до центра муниципального образования Нового Домозерова — 2 км. Ближайшие населённые пункты — Озеро, Новое Домозерово, Доронино, Ваньгино.
По переписи 2002 года население — 22 человека (11 мужчин, 11 женщин). Преобладающая национальность — русские (95 %).